# Festival da Canção 1991
Das 28. Festival da Canção fand am 7. März 1991 in der Feira Internacional de Lisboa in der Landeshauptstadt Lissabon statt. Der ausstrahlende Sender war Rádio e Televisão de Portugal. Gleichzeitig diente es als portugiesischer Vorentscheid für den Eurovision Song Contest 1991 in Italien. Das Finale fand mit 10 Teilnehmern statt und moderiert wurde der Abend von Ana Paula Reis und Júlio Isidro.
Gewinner und damit Vertreter Portugals beim Eurovision Song Contest in Rom wurde die Sängerin Dulce, die mit ihrem Song Lusitana Paixão im Finale den 8. von 22. Plätzen erreichte. 

## Teilnehmer
Finale
| Startnr. | Interpret                     | Lied                | Musik und Text                                                   | Rang | Punkte |
| -------- | ----------------------------- | ------------------- | ---------------------------------------------------------------- | ---- | ------ |
| 1.       | Mariel                        | No teu sorriso      | T: Quirino Monteiro; M: Emanuel                                  | 5.   | 85     |
| 2.       | Toy                           | E até quando        | T/M: Ricardo Landum, Toy                                         | 6.   | 75     |
| 3.       | T & Gus                       | Bye Lili Bye        | T/M: Jorge Quintela, José da Ponte                               | 4.   | 126    |
| 4.       | Blocco                        | Fazer uma canção    | T: Rosa Lobato de Faria; M: Jan van Dijck                        | 2.   | 155    |
| 5.       | Dulce                         | Lusitana Paixão     | T: Fred Micaelo, José da Ponte; M: Jorge Quintela, José da Ponte | 1.   | 166    |
| 6.       | Paula Monteiro & Pedro Chaves | Sem adeus           | T: Marco Quelhas; M: Jan von Dijck                               | 7.   | 67     |
| 7.       | Carla Sofia                   | Te amo e não pensei | T: Francisco Teotónio Pereira; M: Jan van Dijck                  | 3.   | 146    |
| 8.       | Emanuel                       | Com muito amor      | T/M: Quirino Monteiro                                            | 8.   | 38     |